# 방위총사령부
방위총사령부(防衛総司令部 보에소시레부[*])는 일본 제국 육군의 사령부였다.

## 역사
1941년 7월 5일, 군령육갑(軍令陸甲) 제33호에 따라 창설되었다. 사령부는 천황 직속 대본영 직할 부대로서 열도 4개 군구와 한반도, 타이완섬의 주둔군을 관리 및 방공 대응, 민방위를 조직하고 훈련하였다.
1945년 4월 8일, 결호 작전에 의거하여 홋카이도를 제외한 일본 열도를 방위하는 제1총군과 제2총군으로 분할되었다.

## 조직

### 지휘부
총사령관
1. 야마다 오토조 대장 (교육총감 겸직), 1941년 7월 7일 ~ 12월 9일
2. 히가시쿠니노미야 나루히코 원수 (군사참의원 겸직), 1941년 12월 9일 ~ 1945년 4월 8일

총참모장
1. 가와베 도라시로 중장, 1941년 7월 31일 ~ 12월 1일
2. 고바야시 아사부로 중장, 1941년 12월 1일 1943년 6월 10일
3. 사노 다다요시 중장, 1943년 6월 10일 ~ 1944년 3월 28일
4. 고바야시 아사부로 중장, 1944년 3월 28일 - 1945년 2월 1일
5. 스도 에이노스케 중장, 1945년 2월 1일 ~ 1945년 4월 8일

총참모부장
1. 시로가네 조지 소장, 1944년 2월 7일 ~ 1945년 2월 1일
2. 고토 미쓰조 소장 (제2방면군 겸직), 1945년）2월 1일 ~ 1945년 4월 8일

### 전투 서열
소속
- 대본영, 1941년 7월 7일

부대
- 중부군, 1941년 7월 5일 ~ 1945년 2월 1일
- 동부군, 1941년 7월 5일 ~ 1945년 2월 1일
- 서부군, 1941년 7월 5일 ~ 1945년 2월 1일
- 북부군, 1941년 7월 5일 ~ 1944년 3월 10일
- 조선군, 1941년 7월 5일 ~ 1945년 4월 8일
- 대만군, 1941년 7월 5일 ~ 1945년 4월 8일

## 같이 보기
- 일본 제국 육군의 군 목록

## 참고 자료
- 秦郁彦 (2005). 《日本陸海軍総合事典》 (일본어) 2판. 도쿄 대학 출판회.
- 外山操; 森松俊夫 (1987). 《帝国陸軍編制総覧》 (일본어). 芙蓉書房出版.
- Drea, Edward J. (1998). 〈Japanese Preparations for the Defense of the Homeland & Intelligence Forecasting for the Invasion of Japan〉. 《In the Service of the Emperor:  Essays on the Imperial Japanese Army》 (영어). 네브라스카 대학 출판부. ISBN 0-8032-1708-0.
- Frank, Richard B (1999). 《Downfall: The End of the Imperial Japanese Empire》 (영어). 뉴욕: 랜덤하우스. ISBN 0-679-41424-X.
- Jowett, Bernard (1999). 《The Japanese Army 1931–45 (Volume 2, 1942–45)》 (영어). 오스프리 출판사. ISBN 1-84176-354-3.
- Madej, Victor (1981). 《Japanese Armed Forces Order of Battle, 1937–1945》 (영어). Game Publishing Company. ASIN: B000L4CYWW.
- Marston, Daniel (2005). 《The Pacific War Companion: From Pearl Harbor to Hiroshima》 (영어). 오스프리 출판사. ISBN 1-84176-882-0.
- Skates, John Ray (1994). 《The Invasion of Japan: Alternative to the Bomb Downfall》 (영어). 뉴욕: 사우스캐롤라이나 대학 출판부. ISBN 0-87249-972-3.